# Sara Hanouti
Sara Hanouti, née le 7 juin 1997 à Ibouyisfene (Bouzeguène) une commune située dans la Wilaya de Tizi-Ouzou, est une karatéka algérienne.

## Carrière
Elle est médaillée d'or en kata par équipe lors des Championnats d'Afrique de karaté 2018 à Kigali.
Elle remporte la médaille d'argent en kata par équipe lors des Jeux africains de plage de 2019 à Sal et la médaille de bronze en kata par équipe lors des Jeux africains de 2019 à Rabat.
Elle remporte la médaille de bronze en kata par équipe lors des Jeux de la solidarité islamique de 2021 à Konya.

## Palmarès
| Année | Compétition                     | Lieu     | Résultat | Catégorie        |
| ----- | ------------------------------- | -------- | -------- | ---------------- |
| 2018  | Championnats d'Afrique          | Kigali   | 1re      | Kata par équipes |
| 2019  | Championnats d'Afrique          | Gaborone | 2e       | Kata par équipes |
| 2019  | Jeux africains de plage         | Sal      | 2e       | Kata par équipes |
| 2019  | Jeux africains                  | Rabat    | 3e       | Kata par équipes |
| 2022  | Jeux de la solidarité islamique | Konya    | 3e       | Kata par équipes |
| 2022  | Championnats d'Afrique          | Durban   | 1re      | Kata par équipes |
| 2023  | Jeux africains de plage         | Hammamet | 3e       | Kata par équipes |